# 福井県道10号丸岡川西線
福井県道10号丸岡川西線（ふくいけんどう10ごう まるおか かわにしせん）は、福井県坂井市と福井市を結ぶ主要地方道（福井県道）である。

## 概要
海抜約100mの起点からカーブが連続する山道を下り、北陸自動車道の女形谷PAが見えるあたりから福井平野が開ける。
途中丸岡城を東にして城下町を縦断しさらに西へ。九頭竜川に架かる布施田橋を渡ると福井市北西部の鶉地区（旧坂井郡川西町中心部を含む地域）となるが、終点直前の約600mは道路幅が3 - 4mの部分がある集落内の狭小の道になる。
この現道とは別に、平野部に並走する地域高規格道路の福井港丸岡インター連絡道路（全区間未供用）の一部区間、坂井市春江町西長田（西長田第2交差点 = 福井県道・石川県道5号福井加賀線・福井県道20号三国春江線交点） - 同市丸岡町八ツ口（福井県道38号丸岡インター線終点）が本路線新道として事業化されている（地域高規格道路と本路線新道は起点→終点が逆向き）。うち坂井市坂井町福島のハピラインふくい線（旧北陸本線）交差部以西の大半では現道と重複する経路での整備計画となっている。

### 路線データ
- 起点：福井県坂井市丸岡町山口（国道364号交点）
- 終点：福井県福井市佐野町（国道416号交点）

## 歴史
- 1954年（昭和29年）1月20日 - 建設省（現・国土交通省）が主要地方道丸岡山中線を指定。
- 1960年（昭和35年）10月15日 - 福井県・石川県が丸岡山中線を路線認定。石川県道の整理番号は『10』。
- 1964年（昭和39年）12月28日 - 建設省が主要地方道丸岡川西線を指定。
- 1966年（昭和41年）2月1日 - 福井県が路線認定。
- 1974年（昭和49年）11月12日 - 一般国道364号が指定、主要地方道丸岡山中線の石川県域が一般国道364号との重複区間となる。
- 1976年（昭和51年）4月1日 - 建設省が主要地方道丸岡山中線の一部と主要県道丸岡川西線を主要地方道丸岡川西線に指定。
- 1977年（昭和52年）
  - 1月14日 - 石川県が県道10号丸岡山中線を廃止。
  - 4月1日 - 福井県が丸岡山中線を廃止。
- 1993年（平成5年）5月11日 - 建設省から、県道丸岡川西線が丸岡川西線として主要地方道に再指定される[1]。

## 路線状況

### 重複区間
- 福井県道232号竹田東古市停車場線（坂井市丸岡町山口・山口交差点、起点 - 同市丸岡町山竹田）
- 福井県道110号北野松岡線（坂井市丸岡町川上 - 同市丸岡町女形谷）
- 福井県道147号瓜生今福線（坂井市丸岡町長畝 - 同市丸岡町西瓜屋）
- 福井県道109号南横地芦原線（坂井市丸岡町舟寄 地内）
- 福井県道108号春江丸岡線（坂井市坂井町福島 - 同市春江町西長田）
- 福井県道103号福井三国線（坂井市春江町取次 - 同市春江町布施田新・布施田橋東詰交差点）
- 福井県道102号春江川西線（坂井市春江町取次 - 福井市砂子坂町）
- 国道416号＜新道＞（島山梨子-里別所バイパス）（福井市布施田町 - 同・布施田交差点）
- 福井県道156号佐野山岸線（福井市砂子坂町 - 同市佐野町・佐野交差点、終点）

### 主な橋梁
- 布施田橋 - 2018年（平成30年）9月16日 九頭竜川に架かっていた従前の布施田橋（同日閉鎖し撤去事業中）の約100 - 200 m上流側に、九頭竜川と同川へ合流直前の七瀬川を跨ぐ新橋梁が開通。[2][3]。

## 地理

### 通過する自治体
- 坂井市
- 福井市

### 交差する道路
- 国道364号・福井県道259号龍ヶ鼻ダム公園線（坂井市丸岡町山口・山口交差点、起点）
- 福井県道232号竹田東古市停車場線（坂井市丸岡町山口・山口交差点、起点 - （重複） - 同市丸岡町山竹田）
- 福井県道110号北野松岡線（坂井市丸岡町川上 - （重複） - 同市丸岡町女形谷）
- 福井県道147号瓜生今福線（坂井市丸岡町長畝 - （重複） - 同市丸岡町西里丸岡）
- 福井県道17号勝山丸岡線（坂井市丸岡町栄一丁目・栄交差点）
- 福井県道167号磯部島西瓜屋線（坂井市丸岡町八幡町）
- 国道8号＜福井バイパス＞（坂井市丸岡町一本田・一本田交差点）
- 福井県道109号南横地芦原線（坂井市丸岡町舟寄・舟寄1号橋東交差点 - （重複） - 同・舟寄1号橋西交差点）
- 福井県道108号春江丸岡線（坂井市坂井町福島 - （重複） - 同市春江町西長田）
- 福井県道29号福井金津線（坂井市坂井町東長田・東長田交差点）
- 福井県道5号福井加賀線（北方向は福井県道20号三国春江線 重複）（坂井市春江町西長田・西長田交差点）
- 福井県道102号春江川西線（坂井市春江町取次・取次交差点 - （重複） - 福井市砂子坂町）
- 福井県道103号福井三国線（坂井市春江町取次・取次交差点 - （重複） - 同市春江町布施田新・布施田橋東詰交差点）
- 福井県道155号八幡横越線（福井市布施田町・布施田橋西詰）
- 国道416号＜新道：島山梨子-里別所バイパス＞（福井市布施田町 - （重複） - 同・布施田交差点）
- 福井県道156号佐野山岸線（福井市砂子坂町 - （重複） - 同市佐野町・佐野交差点、終点）
- 国道416号＜現道＞ ・福井県道3号福井大森河野線（福井市佐野町・佐野交差点、終点）

### 沿線にある施設など
- E8 北陸自動車道 女形谷PA - 本路線沿いに一般道側駐車場（ぷらっとパーク）があり、階段を経て下り線（新潟方面）休憩施設を利用できる（7 - 20時）。
- 丸岡城